# (10150) 1994 PN
A (10150) 1994 PN egy földközeli kisbolygó. Gordon J. Garradd fedezte fel 1994. augusztus 7-én.

## Kapcsolódó szócikk
- Kisbolygók listája (10001–10500)